# 桑冈
桑冈（法語：Sanghen，法語發音：[sɑ̃ɡɑ̃]）是法国上法蘭西大區加来海峡省的一个市镇，属于加来区。

## 地理
桑冈（50°46'34"N, 1°54'10"E）面积6.17 平方千米，位于法国上法蘭西大區加来海峡省，该省份为法国北部沿海省份，西北濒北海，南至索姆省，东临北部省。
与桑冈接壤的市镇（或旧市镇、城区）包括：利克、阿朗邦、科朗贝尔、埃尔班冈、纳布兰冈。

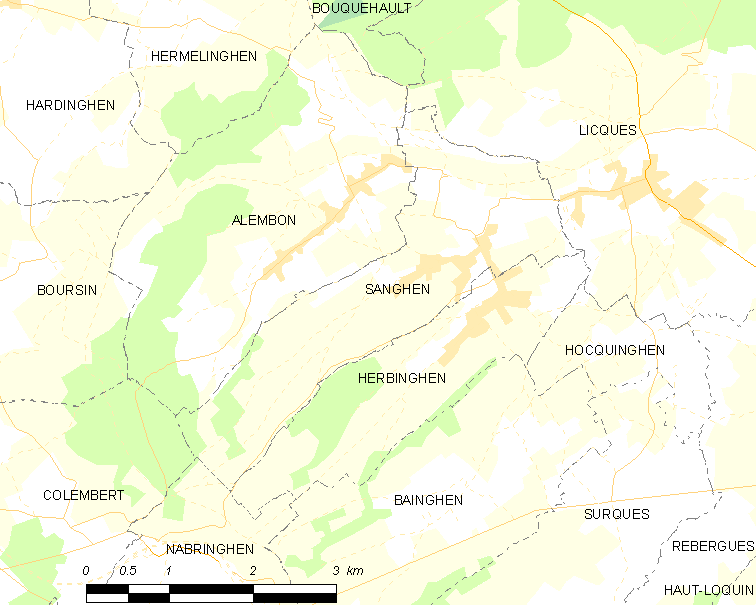
桑冈的OSM定位图

桑冈的时区为UTC+01:00、UTC+02:00（夏令时）。

## 行政
桑冈的邮政编码为62850，INSEE市镇编码为62775。

## 政治
桑冈所属的省级选区为加来第二县。

## 人口

1962-2008年间桑冈人口变化图示

桑冈于2022年1月1日时的人口数量为327人。